# Cherleria arctica
Cherleria arctica là loài thực vật có hoa thuộc họ Cẩm chướng.

## Lịch sử phân loại
Loài này được Peter Simon von Pallas đề cập lần đầu tiên năm 1776 dưới danh pháp Arenaria grandiflora khi ông khảo sát động thực vật tại khu vực Siberia nhưng không kèm theo mô tả. Danh pháp này là bất hợp lệ (nom. illeg.) do Arenaria grandiflora đã được Carl Linnaeus sử dụng từ năm 1759 để chỉ loài có ở trung nam châu Âu và tây bắc châu Phi.
Năm 1824 Nicolas Charles Seringe mô tả khoa học loài này lần đầu tiên dưới danh pháp Arenaria arctica trong Quyển 1 sách Prodromus của Augustin Pyramus de Candolle, dựa theo mô tả trước đó của Christian von Steven.
Năm 1918 Karl Otto Robert Peter Paul Graebner chuyển nó sang chi Minuartia. Năm 2017 Abigail J. Moore và Markus S. Dillenberger chuyển nó sang chi Cherleria.

## Phân bố
Loài bản địa vùng ven Bắc cực và ôn đới Bắc bán cầu, bao gồm miền bắc và đông bắc Nga, tây bắc Canada, Hoa Kỳ (Alaska), Mông Cổ, Cộng hòa Dân chủ Nhân dân Triều Tiên, miền bắc tới miền trung Nhật Bản và Kazakhstan.

## Đặc điểm
C. arctica có mặt ở vùng ven Bắc cực thuộc châu Á và châu Mỹ. Nó có những cánh hoa lớn màu trắng hoặc hồng và các lá đài có tuyến, màu xanh lục hoặc màu tía với các chóp dẹt (chứ không phải là dạng nắp đậy). Lá của nó có các chóp cắt cụt (chứ không nhọn), thường có màu tía. Lá nhìn chung nhẵn nhụi, mặc dù một số lá có thể có tuyến, có thể là do lai ghép với C. obtusiloba hoặc C. yukonensis.